# Seale (Alabama)
Seale es un área no incorporada ubicada en el condado de Russell en el estado estadounidense de Alabama.

## Geografía
Seale se encuentra ubicada en las coordenadas 32°17′51″N 85°10′08″O / 32.29750, -85.16889.